# Hang On to Yourself

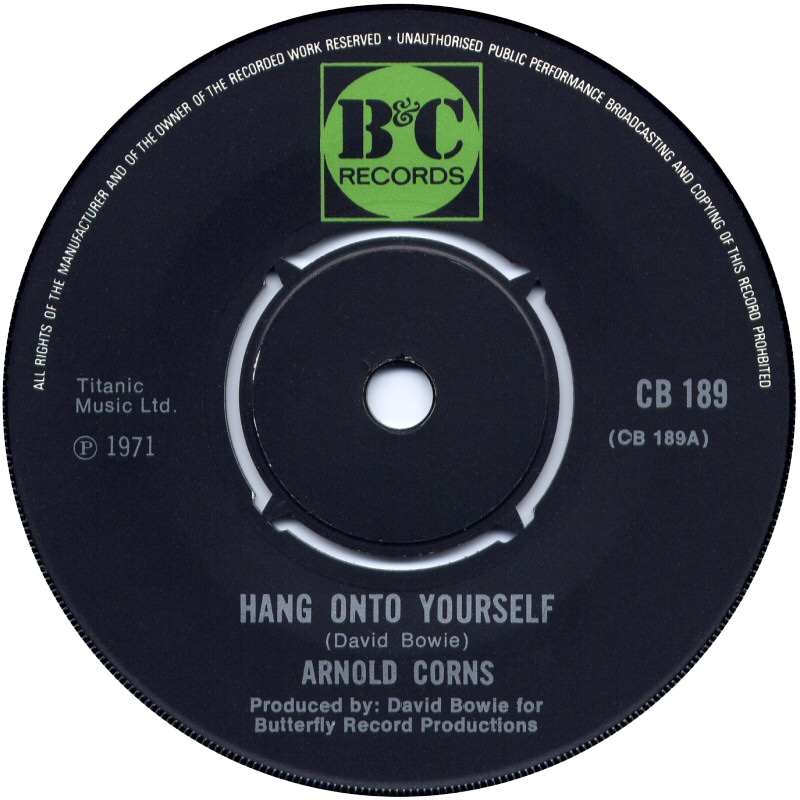

Hang On to Yourself è un brano musicale scritto dall'artista inglese David Bowie e pubblicato come 45 giri l'11 agosto 1972 sotto lo pseudonimo The Arnold Corns.
Pur essendo inevitabilmente legato a The Rise and Fall of Ziggy Stardust and the Spiders from Mars, il brano venne inciso in una versione differente circa un anno prima dell'uscita dell'album ed era già stato pubblicato nel maggio 1971 come lato B di Moonage Daydream.

## Descrizione
(Mick Ronson, 1991)
A distanza di vent'anni, il chitarrista degli Spiders from Mars ricordava così la genesi dello sfrenato riff di Hang On to Yourself, che pur rivelando un debito nei confronti di Summertime Blues di Eddie Cochran avrebbe a sua volta ispirato un altro momento fondamentale nella storia del rock degli anni settanta, come spiegò successivamente Glen Matlock dei Sex Pistols: «Abbiamo preso un sacco di roba dagli Spiders from Mars, quel riff in God Save the Queen non proviene da Eddie Cochran, l'abbiamo preso da Ronno».
Lo stile vocale ansimante e sospiroso è ispirato a Marc Bolan, pioniere del glam rock e leader dei T. Rex che avevano appena pubblicato The Slider, mentre il "duello" tra la chitarra acustica di Bowie e gli assolo elettrici di Ronson appartiene esclusivamente al "fenomeno Ziggy Stardust". Pur essendo costituito da pochi versi, il testo della versione presente nell'album dà vita ad una metafora nella quale la musica rock assume la forma di sesso, ambizione ed appagamento, fino al raggiungimento dello status di rockstar che prefigura la caduta dello stesso Ziggy.
In realtà il brano era stato concepito all'inizio del 1971, più di un anno prima dell'uscita di The Rise and Fall of Ziggy Stardust and the Spiders from Mars quando David Bowie, rientrato dal viaggio negli Stati Uniti per promuovere The Man Who Sold the World, decise di registrare alcune canzoni che aveva appena scritto.
Una prima registrazione di Hang On to Yourself era stata effettuata a Los Angeles, al Rodney's English Disco del disc jockey Rodney Bingenheimer, e anche se alcuni bootleg riportano la nota "David Bowie & Gene Vincent" non sembra essere presente nessun contributo vocale del cantante statunitense. Lo stesso Bowie ha dichiarato nel 2000: «Non ho fatto mai registrazioni con Gene Vincent, anche se mi sarebbe piaciuto molto».
Tornato nel Regno Unito, dato che The Hype che lo accompagnavano si erano appena sciolti, per i nuovi brani David decise di coinvolgere una band studentesca di Dulwich chiamata Runk, formata dal chitarrista Mark Carr Pritchard, il bassista Polak de Somogyl e il batterista James Ralph St. Laurent Broadbent. Il general manager della Chrysalis Records, Bob Grace, propose di farli uscire su 45 giri per recuperare le spese di registrazione e per aggirare il contratto che legava David alla Mercury Records venne deciso di farlo sotto falso nome. Nacque così la band fittizia The Arnold Corns.
In questa prima versione, la canzone aveva un ritmo piuttosto enfatico e un arrangiamento per chitarra e tamburello un po' arrancante, mentre il testo non conteneva ancora nessuno degli accenni alle performance sul palco, alle groupies o agli Spiders presenti in quella dell'album.

### Il lato B
Man in the Middle fu la terza ed ultima incisione degli Arnold Corns e l'unica con il contributo vocale di Freddie Burretti, il diciannovenne disegnatore di moda che Bowie aveva conosciuto al Sombrero, il locale gay più alla moda di Londra, e che era stato presentato come voce solista del gruppo. Dopo Moonage Daydream e Hang On to Yourself, Man in the Middle avrebbe dovuto rappresentare il terzo 45 giri degli Arnold Corns, con Looking For a Friend come lato B, ma l'insuccesso dei primi due fece terminare il progetto in tempi molto rapidi.

## Registrazione
Hang On to Yourself e Man in the Middle vennero registrate nel 1971, rispettivamente ad aprile agli studi di Radio Luxembourg e a giugno ai Trident Studios, mentre la versione di Hang On to Yourself presente in Ziggy Stardust fu una delle prime tracce dell'album ad essere incisa sempre ai Trident, agli inizi di novembre dello stesso anno.

## Promozione
Il singolo venne pubblicato nel Regno Unito l'11 agosto 1972 dalla B&C Records, senza alcun impatto commerciale.
Hang On to Yourself venne eseguita dal vivo la prima volta nella sessione BBC registrata l'11 gennaio 1972 per il programma Sounds of the 70s con John Peel, alla quale seguirono quelle del 18 gennaio e del 16 maggio dello stesso anno. Presente stabilmente nei concerti dello Ziggy Stardust Tour 1972 e dell'Aladdin Sane Tour 1973, nei quali veniva di solito usata come brano d'apertura, ricomparve durante lo Stage Tour 1978 e in alcune date del Serious Moonlight Tour 1983 e del Reality Tour 2003-04.

## Pubblicazioni successive
La versione Arnold Corns di Hang On to Yourself è presente come traccia bonus nella riedizione di The Man Who Sold the World del 1990, nel bonus disc di quella di Ziggy Stardust del 2002 e nel CD Re:Call 1, uscito con il box set Five Years (1969-1973) nel 2015.
La versione più conosciuta venne pubblicata due volte su 45 giri tra il 1972 e il 1973, come lato B di John, I'm Only Dancing e dell'edizione di The Jean Genie uscita negli Stati Uniti, in Italia, Francia e Spagna.
Le raccolte e gli album live che includono Hang On to Yourself sono:
- Best Deluxe (1973, uscito in Giappone)
- Stage (1978)
- Bowie at the Beeb (2000)
- Ziggy Stardust - The Motion Picture (1983)
- Ziggy Stardust and the Spiders from Mars (1984, VHS)
- Live Santa Monica '72 (2008)
- A Reality Tour (2010, album e DVD)

## Tracce
1. Hang Onto Yourself (David Bowie) - 2:55
2. Man in the Middle (David Bowie) - 4:20

## Formazione
- David Bowie - voce, chitarra acustica
- Mark Carr Pritchard - chitarra elettrica
- Polak de Somogyl - basso
- James Ralph St. Laurent Broadbent - batteria

Versione di Ziggy Stardust
- David Bowie - voce, chitarra acustica
- Mick Ronson - chitarra elettrica
- Trevor Bolder - basso
- Mick Woodmansey - batteria

## Cover
Diversi artisti hanno eseguito cover di Hang On to Yourself, molte delle quali presenti in album tributo:
- gli Offbeats in The Evolution Of The Stickman del 1987
- i Contraband nell'album eponimo del 1991
- The Remains in Too Much to Lose del 1994
- The Germs in Live From The Masque 1978 - Volume 1 del 1994
- The Pocket FishRMen in Only Bowie del 1995
- Gilby Clarke in The Hangover del 1997
- i Mutant Monster Beach Party in High in the Low Seventies del 1998
- i Ceiling Fan in Loving The Alien - Athens, Georgia Salutes David Bowie del 1998
- i Glass Candy and The Shattered Theatre nel singolo Brittle Women del 1999
- i Kommunity FK in Goth Oddity: A Tribute to David Bowie del 1999
- i Cybernauts in Cybernauts Live del 2000
- le Shesus in Loves You... Loves You Not del 2003
- i Let It Burn in Hello Good Friend del 2003
- The Danger in .2 Contamination: A Tribute to David Bowie del 2006
- Melvin James in David Bowie Acoustic Tribute del 2007 (con il titolo Hold Onto Yourself)
- Techno Cowboy in The Ziggy Stardust Omnichord Album del 2009
- gli Young Galaxy in Paper Bag Records Vs. The Rise and Fall of Ziggy Stardust and the Spiders from Mars del 2012